# Alberto Rosselli

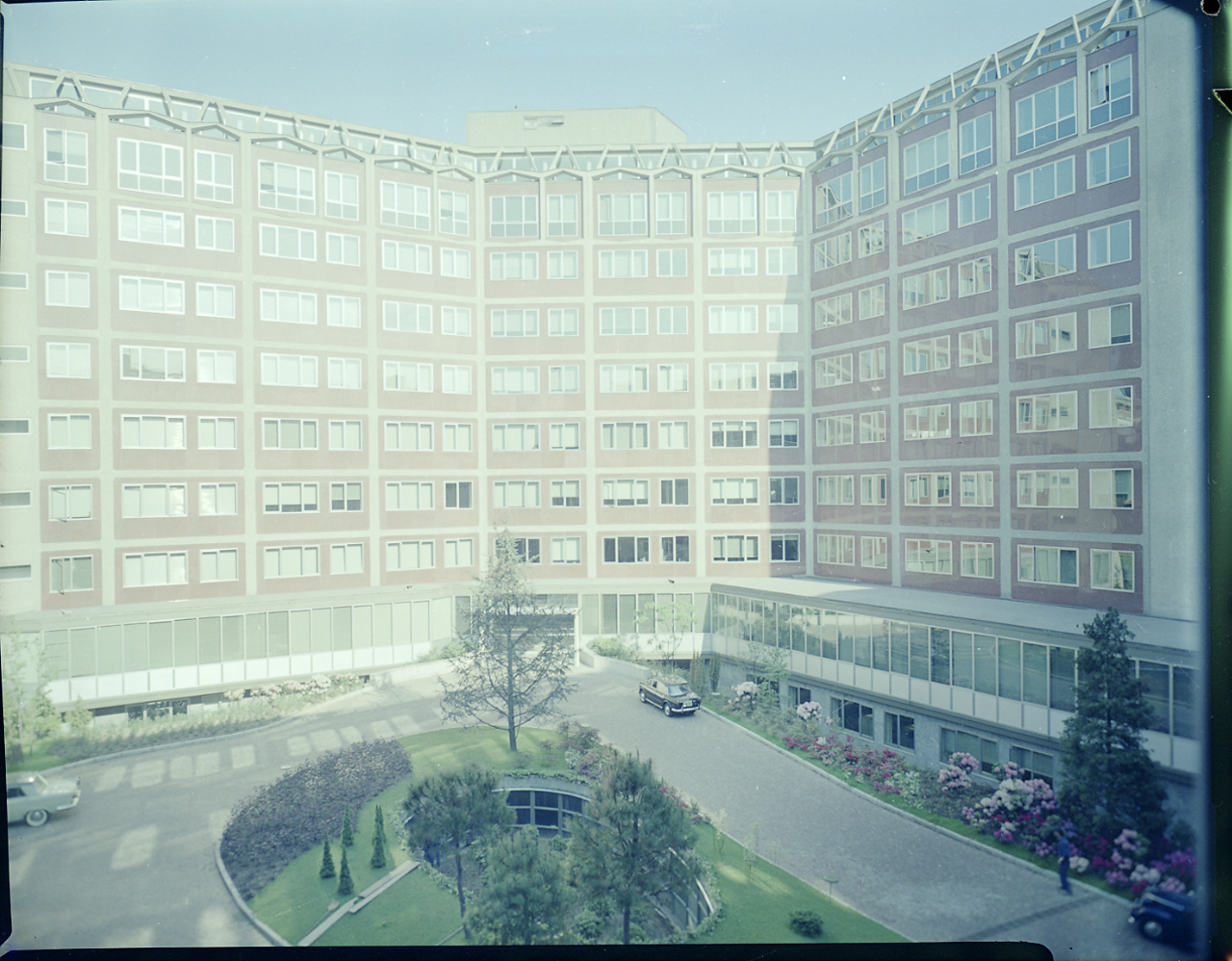
Hauptsitz der RAS, Mailand (mit Gio Ponti, Piero Portaluppi und Antonio Fornaroli). Foto von Paolo Monti, 1962.

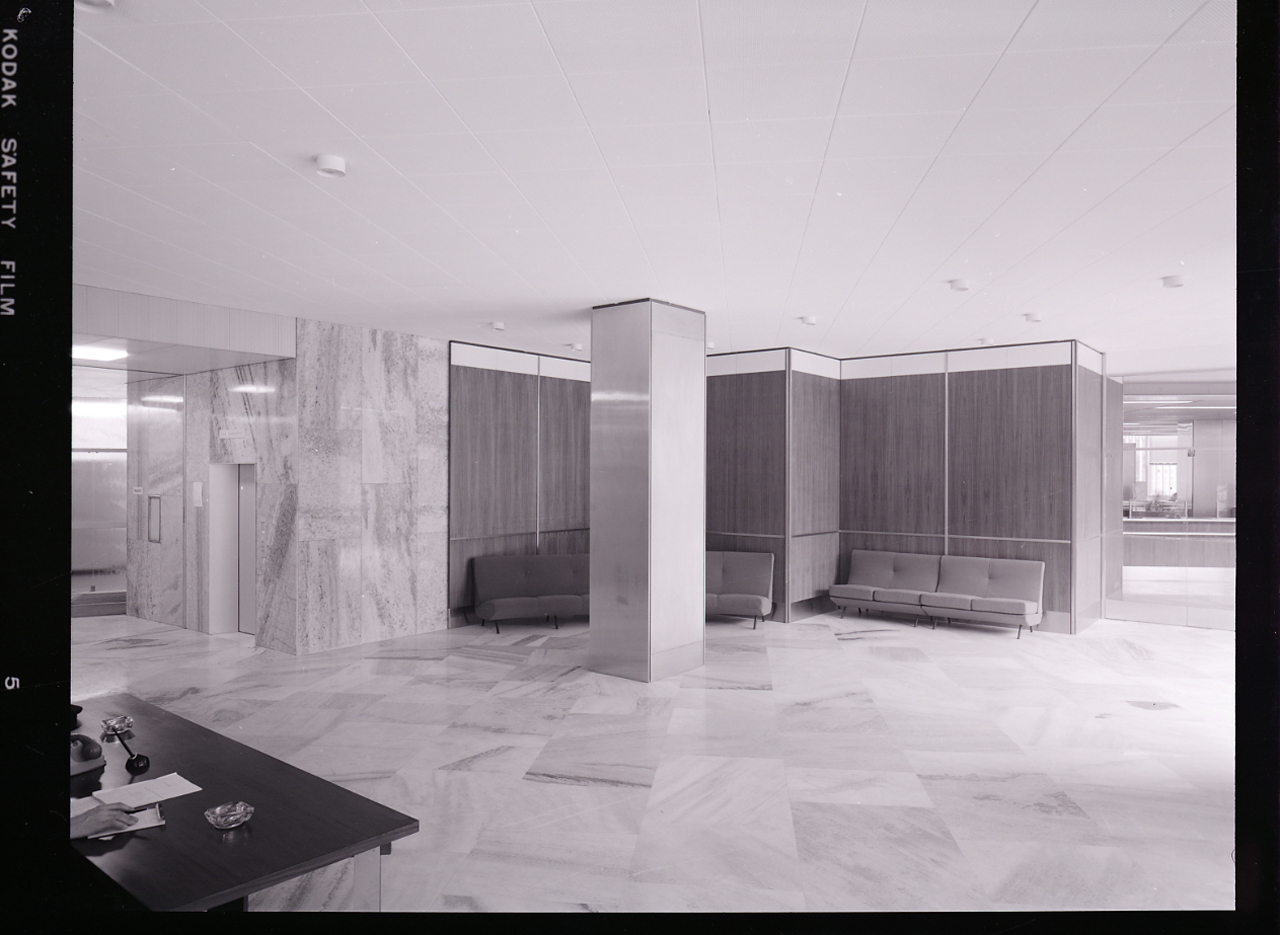
Hauptsitz der RAS, Mailand. Interieur. Foto von Paolo Monti, 1962.

Alberto Rosselli (* 6. März 1921 in Palermo; † 7. März 1976 in Mailand) war ein italienischer Architekt und Industriedesigner.

## Leben
Rosselli schloss 1947 sein Studium der Architektur am Polytechnikum Mailand ab, bevor er 1950 mit Gio Ponti und Antonio Fornaroli in Mailand das Studio PFR gründete. Er verstand seine Tätigkeit in der Phase des Wiederaufbaus Italiens als Dienst an einer neuen Gesellschaft: Die von ihm entworfenen Einrichtungsgegenstände sollten sowohl modern und einfach als auch erschwinglich sein. Mit seiner 1951 entworfenen Küche für einen Zweipersonenhaushalt, die sich funktional an die beengten Wohnverhältnisse der Zeit anpasste, setzte er diese Prinzipien erstmals praktisch um. Ein Anliegen war ihm der Austausch zwischen der Industrie und dem Design, weshalb er 1953 eine Zeitschrift begründete und ihr den programmatischen Titel Stile Industria gab. Bis die Zeitschrift 1963 in der Zeitschrift Domus aufging, war sie eine der bedeutendsten Plattformen der zeitgenössischen Designdiskussion.
Ab 1954 war Rosselli mit dem Studio PFR an der Planung des Pirelli-Hochhauses beteiligt, das neben dem 1958 von ihm entworfenen Karmeliterkloster in Sanremo sein einziges architektonisches Werk sein sollte. Ab 1967 arbeitete er mit Isao Hosoe zusammen und entwarf mit ihm den Reisebus Meteor, für den er 1970 auf der Mailänder Triennale seinen ersten Compasso d’Oro gewann. Ein zweites Mal wurde ihm der Preis 1987 post mortem verliehen.
Der Schwerpunkt seines Schaffens war das Design von Alltagsgegenständen. Von den 50ern bis in die 70er Jahre entwarf er verschiedene Einrichtungen, Möbel, Elektrogeräte oder Uhren.
Er stand der 1954 gegründeten Associazione per il Disegno Industriale als erster Präsident vor, von 1961 bis 1963 war er zudem Vizepräsident des International Council of Societies of Industrial Design.

## Werke
Architektur

Pirelli-Hochhaus

- 1958: Karmeliterkloster in Sanremo
- 1954–1958: Pirelli-Hochhaus in Mailand

Industriedesign (Auswahl)
- 1951: Küche für eine Zweipersonenwohnung für Alberto Bazzani
- 1954: Espressomaschine für La Pavoni
- 1957: Badezimmerelemente aus Kunststoff für Montecatini
- 1960: Sessel Jumbo für Saporiti
- 1970: Reisebus Meteor für Orlandi
- 1973: Badezimmereinheit für ICS